# White Star Ieper
White Star Ieper was een Belgische voetbalclub uit Ieper. De club was aangesloten bij de KBVB met stamnummer 3070. De club speelde in haar bestaan enkele seizoenen in de nationale reeksen.

## Geschiedenis
Al sinds het begin van de 20ste eeuw werd in Ieper gevoetbald en in de stad was Cercle Sportif Yprois aangesloten bij de Belgische Voetbalbond. Aan het begin van de Tweede Wereldoorlog werd met White Star Ieper nog een club opgericht. Men sloot zich eveneens aan bij de Belgische Voetbalbond en kreeg er stamnummer 3070 toegekend. De club ging net als de oudere stadsgenoot Cercle in de provinciale reeksen spelen.
Na verschillende jaren in de provinciale reeksen promoveerde White Star Ieper in 1962 naar de nationale reeksen, acht jaar nadat stadsrivaal Cercle daar al voor het eerst was in geslaagd. Ook White Star kon zich er handhaven in Vierde Klasse en eindigde er in zijn debuutseizoen meteen al op een tweede plaats, op 3 punten van reekswinnaar Mouscronnois en vier plaatsen boven concurrent CS Yprois. Het tweede seizoen eindigde men in de middenmoot, terwijl het ditmaal Cercle was dat de tweede plaats behaalde. White Star bleef de volgende jaren bij de beteren, tot men in 1967 op een voorlaatste plaats strandde. Na vijf jaar nationaal voetbal degradeerde de club weer naar Eerste Provinciale.
White Star Ieper kon niet meer terugkeren in de nationale reeksen en zakte verder weg. Nadat ook stadsgenoot Cercle in 1973 uit de nationale reeksen degradeerde, besloten beide clubs samen te gaan. De fusieclub werd KVK Ieper genoemd en speelde verder met het oude stamnummer 100 van Cercle in Eerste Provinciale. Stamnummer 3070 van White Star werd definitief geschrapt.